# Torczyn
Torczyn (ukr. Торчин) – osiedle typu miejskiego w rejonie łuckim obwodu wołyńskiego Ukrainy, położone na Wołyniu.
Prywatne miasto duchowne położone było w XVI wieku w województwie wołyńskim. W 1570 roku było własnością katolickich biskupów łuckich.

## Historia

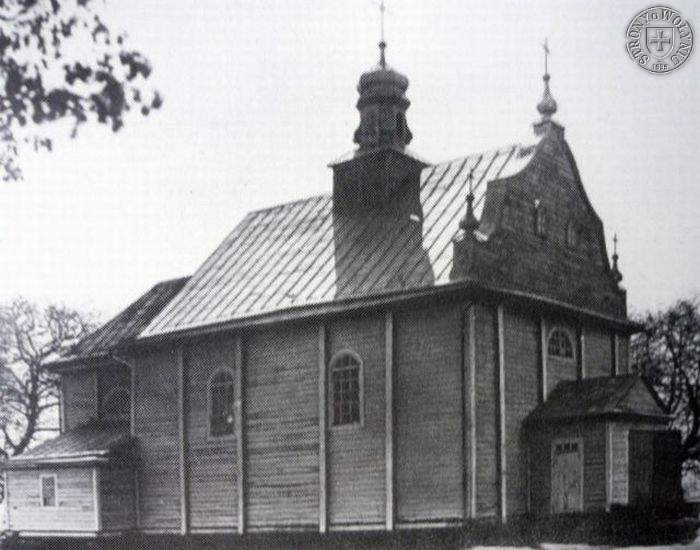
Kościół Trójcy Świętej i św. Jana Chrzciciela na pocz. XX w.

Osada wspominana w latopisach już w 1093 roku pod nazwą Torczaka, gdy Połowcy zniszczyli ją i uprowadzili mieszkańców. Miasto lokowane na prawie magdeburskim w 1540 roku przywilejem króla Polski Zygmunta I Starego dla Jerzego Falczewskiego katolickiego biskupa łuckiego.
2 grudnia 1597 r. odbył się tutaj zjazd, na którym uzgodniono warunki unii brzeskiej. Swego czasu mieściła się tutaj letnia rezydencja łuckich biskupów rzymskokatolickich – niektórzy tutaj zmarli, jak np. Aleksander Benedykt Wyhowski, Stefan Bogusław Rupniewski.
W 1767 Torczyn był wymieniony jako źródło publikacji manifestu, zwanego odtąd jako Suplika torczyńska. 

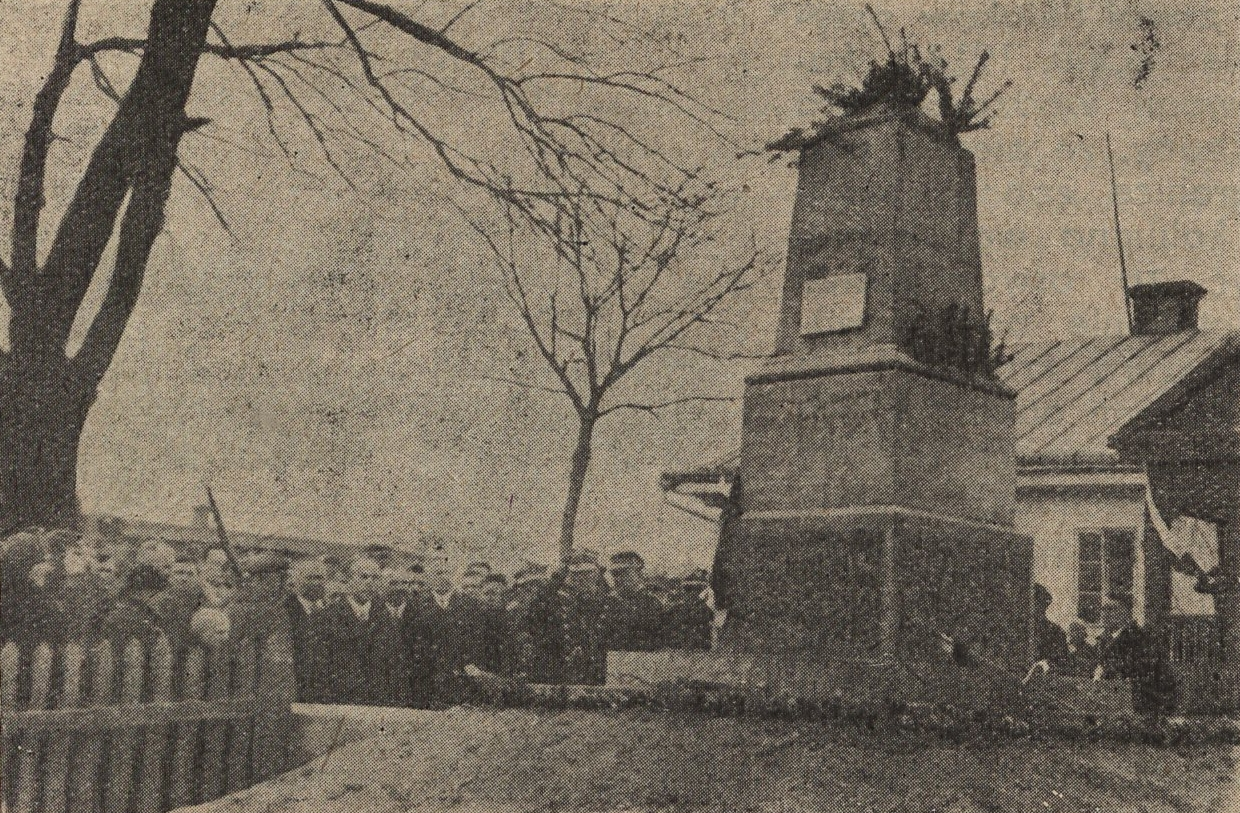
Odsłonięcie pomnika Leopolda Lisa-Kuli w 1936

Torczyn był miejscem walk polsko-ukraińskich w 1919 r. Po jego zdobyciu – ówcześnie miasteczka zamieszkanego w większości przez ludność narodowości polskiej – w nocy z 6 na 7 marca 1919 roku ciężko ranny został ppłk. Leopold Lis-Kula. Zmarł z upływu krwi w Torczynie kilka godzin później. W 1936 w miejscowości odsłonięto pomnik Lisa-Kuli.
W II RP miejscowość była siedzibą gminy Torczyn. Większość mieszkańców stanowili Ukraińcy i Żydzi, Polacy byli mniej liczni.
Od września 1939 roku pod kontrolą sowiecką. 25 czerwca 1941 roku zajęty przez Wehrmacht. Niemcy utworzyli w Torczynie getto dla Żydów miejscowych (około 1500 osób) oraz przesiedlonych z okolicznych wsi (ponad 500 osób). 23 sierpnia 1942 roku mieszkańców getta rozstrzelano na starym żydowskim cmentarzu. Zbrodni dokonało Sicherheitsdienst z Łucka z udziałem niemieckiej żandarmerii i ukraińskiej policji. Według Siemaszków rozstrzeliwali ukraińscy policjanci.
Podczas rzezi wołyńskiej w 1943 roku w Torczynie istniała 36-osobowa polska samoobrona dowodzona przez Wilhelma Goleniewicza. Przez miasteczko przewijali się polscy uchodźcy z eksterminowanych przez UPA wsi, którzy wyjeżdżali dalej do Łucka lub do Włodzimierza, czasem pod eskortą niemiecką. Na początku 1944 roku UPA spaliła w Torczynie kościół pw. Świętej Trójcy i św. Jana Chrzciciela. W miejscowości z rąk ukraińskich nacjonalistów zginęło 8 Polaków i 3 Ukraińców.
W czasie okupacji niemieckiej mieszkający w Torczynie Polacy - Eugeniusz Kwiatkowski i Wacław Cyganowski oraz Ukraińcy - Adam Filipowski (Hryhorij Onyszczenko), Anatolij Krut, Marija Krut i Ołeksandr Krut, ukrywali Żydów, za co po wojnie Instytut Jad Waszem uhonorował ich tytułami Sprawiedliwych wśród Narodów Świata.
W lutym 1944 roku Torczyn ponownie zajęła Armia Czerwona.
W 1989 liczyło 4614 mieszkańców.

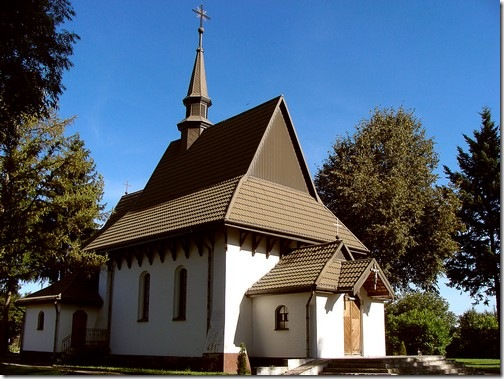
Kościół Trójcy Świętej i św. Jana Chrzciciela

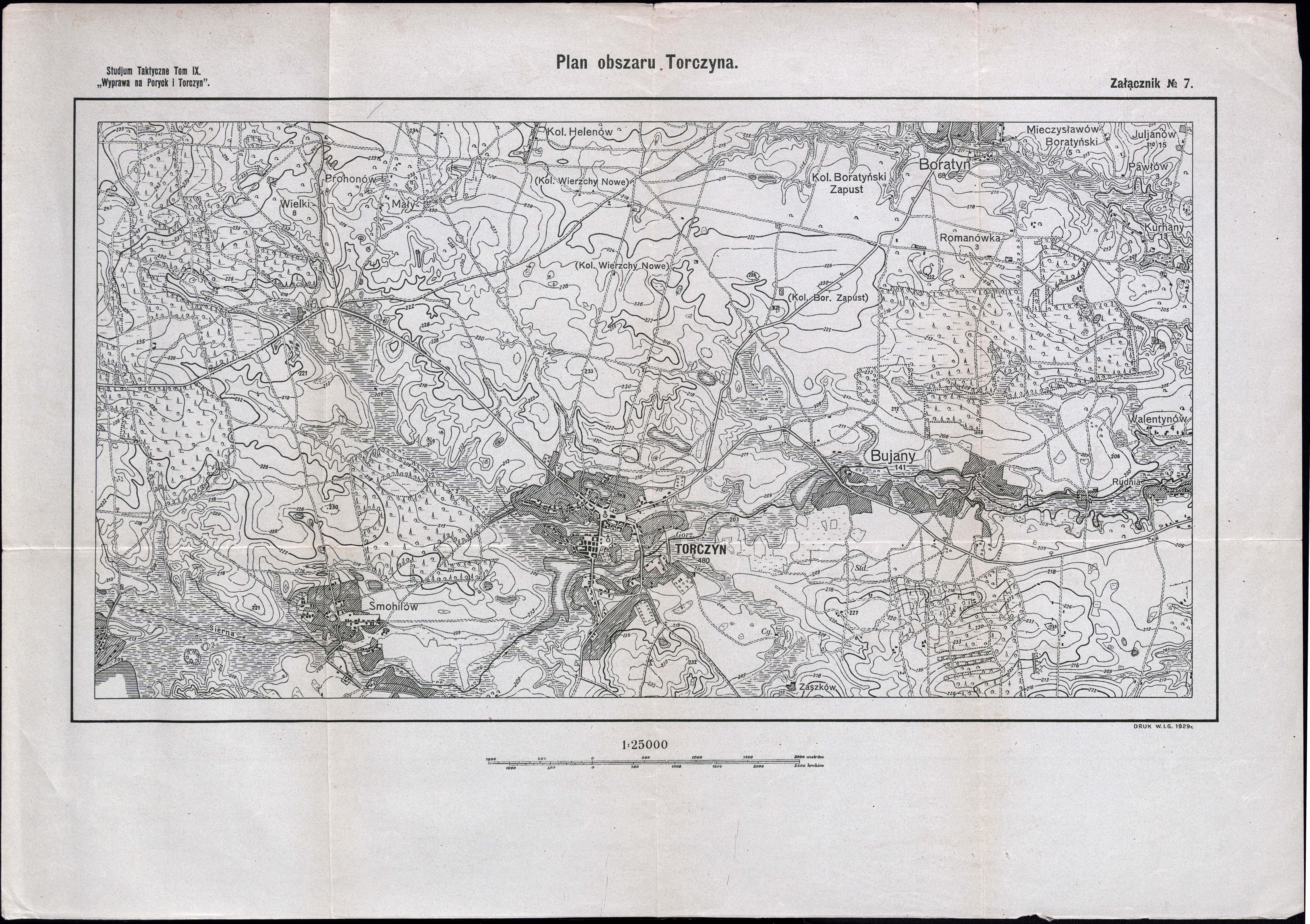
Plan obszaru Torczyna, 1929

Nowy kościół parafialny pw. Trójcy Świętej i św. Jana Chrzciciela został wzniesiony w latach 1995–1998 staraniem ks. Marka Gmitrzuka. Konsekracji nowej świątyni dokonał 14 września 1998 r. ordynariusz łucki bp Marcjan Trofimiak. W dniu 13 marca 2007 r. w Torczynie na terenie przykościelnym (dawny cmentarz katolicki) został pochowany ks. kan. Augustyn Mednis.
W 2000 na cmentarzu katolickim odsłonięto pomnik upamiętniający pomordowanych w rzezi wołyńskiej.

## Zabytki
- zamek[12] - obecnie po zamku pozostała tylko nazwa uroczyska Zamczysko
- gmach szkolny z czasów II RP

## Urodzeni w Torczynie
- Jacek Józef Rybiński – polski duchowny katolicki, ostatni opat klasztoru w Oliwie